# نقد (نبات)
النّقدُ  (الاسم العلمي: Anvillea)، جنس نباتات مُزهرة من فصيلة النجمية
الأنواع
- Anvillea garcinii (Burm.f.) DC. - شمال أفريقيا، الشرق الأوسط، شبه الجزيرة العربية
- Anvillea platycarpa (Maire) Anderb. - المغرب، الصحراء الغربية